# عادل حسين
عادل حسين (1932-2001) صحفي مصري وناشط سياسي معارض، انتقل من الماركسية إلى الإسلامية.
الأخ الأصغر لأحمد حسين، مؤسس حزب مصر الفتاة (1933)، قاوم عادل حسين الاحتلال البريطاني لمصر منذ صباه الباك، وتم اعتقاله مرتين في حكم جمال عبد الناصر بسبب نشاطه السياسي: الأولى من 1953 إلى 1956. تخرج في قسم الجيولوجيا بكلية العلوم جامعة القاهرة في العام 1957، ثم سجن مرة أخرى من 1959 إلى 1964.

وبعد إطلاق سراحه، أصبح عادل حسين صحفيا، وانضم إلى صحيفة أخبار اليوم. ونقل إلى عمل إداري في مؤسسة أخبار اليوم بسبب معارضته للرئيس محمد أنور السادات في العام 1973، اصدر كتبه الأولى وهي: الاقتصاد المصري من الاستقلال إلى التبعية (1974- 1979، جزءان)، نحو فكر عربي جديد: الناصرية والتنمية والديمقراطية (1981)، والتطبيع (1984).

انضم إلى حزب العمل الاشتراكي في العام 1984، وأعلن انتقاله إلى المنهج الإسلامي، وقاد حوارًا مع شباب الإخوان المسلمين من العام 1985م حتى عام 1987م، من أجل الوصول إلى التحالف الإسلامي الذي تم وخاض انتخابات 1987م البرلمانية (مجلس الشعب) بقائمة وحدة، حصلت على أكثر من 60 مقعدًا، وأطلق على «عادل حسين» لقب «مهندس التحالف الإسلامي» الذي ضم حزب العمل وحزب الأحرار والإخوان المسلمين، وأقرَّ في مؤتمر حزب العمل العام الذي عُقد عام 1989م شعار “الإسلام هو الحل” ليكون شعار الحزب.
رأس عادل حسين تحرير صحيفة حزب العمل «الشعب»، من 1985 إلى 1993، متبنيا المنهج الإسلامى، ومستكتبا قيادات الإخوان المسلمين. في مؤتمر الحزب في مايو 1993، انتخب عادل حسين أمينا عاما لحزب العمل، وتخلى عن رئاسة تحرير صحيفة الشعب لابن أخيه مجدي حسين.

وفي 24 من ديسمبر 1994، ألقي القبض على عادل حسين في القاهرة عند عودته من رحلة إلى فرنسا، واحتجز في الحبس الانفرادي في سجن طرة، بدعوى أن السلطات عثرت على مظروف على مقعده في الطائرة بعد مغادرته لها، ولم يحاكم، كما لم تفصح السلطات عن مضمون الأوراق، بل تردد في بعض الإعلام غير الرسمي أنهم عثروا على أوراق كتب فيها بخطه أفكارا للجماعة الإسلامية. وهو اتهام أصبح مادة للسخرية من عدد من رسامي الكاريكاتير، منهم «حسانين» رسام صحيفة الأهالي التي يصدرها حزب التجمع (يسار). واحتجاجا على اعتقاله اعتصم صحفيون من عدة صحف ومؤسسات حكومية ومعارضة في مقر نقابة الصحفيين بشارع عبد الخالق ثروت في القاهرة، وأضرب عدد منهم عن الطعام من صحيفتي «الشعب» و«الأحرار». وكما اعتقل عادل حسين بقرار غير مسبب من النائب العام فقد أفرج عنه أيضا من دون محاكمة وبقرار غير مسبب من النائب العام في 18من يناير 1995

واصطحبه من زنزانته التي كانت جبا تحت الأرض إلى بيته في ضاحية مصر الجديدة إبراهيم نافع نقيب الصحفيين المصريين آنذاك. وفي الوقت نفسه كانت هناك ندوة في نقابة الصحفيين يعلن فيها المعتصمون إنهاء اعتصامهم بعد الإفراج عنها، وألقيت عدة كلمات، منها كلمة المحامي د. محمد سليم العوا (المرشح لانتخابات الرئاسة 2011م فيما بعد) قال فيها إن الواقعة كلها خروج صارخ على القانون. وقال: كمحام ورجل قانون لا أعرف سببا للقبض اسمه قرار النائب العام، كما لا أعرف سببا للإفراج اسمه قرار النائب العام.

## أعماله
مؤلفات مطبوعة:
*الاقتصاد المصري من الاستقلال إلى التبعية (1974- 1979، جزءان)
- نحو فكر عربي جديد: الناصرية والتنمية والديمقراطية (1981)
- التطبيع (1984).* التنمية الاجتماعية بالغرب أم بالإسلام؟
- الإسلام دين وحضارة - مشروع للمستقبل
- التراث ومستقبل التنمية
- إيران: الدولة الإسلامية ماذا تعني؟
- العلاقات الاقتصادية بين مصر وإسرائيل
- الاستقلال الوطني والقومي
- لماذا نقول لا في استفتاء الرئاسة القادم (بالاشتراك مع د.محمد حلمي مراد)